# 青把都儿补儿哈兔台吉
青把都儿补儿哈兔台吉（?—?），孛儿只斤氏。简称青把都儿台吉，16世纪蒙古右翼土默特部領主，俺答汗之孙，辛爱黄台吉的第三子。
青把都儿台吉与其二哥五路把都儿台吉在山西天镇以北驻牧。隆庆五年（1571年），右翼蒙古和明朝达成通贡、互市、封职协议，明朝封青把都儿台吉为指挥佥事。与明朝互市于山西新平市口。
青把都儿台吉有七个儿子：
1. 兵兔台吉，百户
2. 金兔台吉，百户
3. 他拜儿台吉
4. 班班名台吉
5. 刀儿计台吉，百户
6. 把汉调儿计台吉
7. 归节台吉